# Gaal
Gaal è un comune austriaco di 1 427 abitanti nel distretto di Murtal, in Stiria.